# Leuculodes lephassa
Leuculodes lephassa is een vlinder uit de familie van de Doidae. De wetenschappelijke naam van de soort is voor het eerst geldig gepubliceerd in 1897 door Druce.